# Калета, Януш
Я́нуш Кале́та (пол. Janusz Kaleta, 11 октября 1964, Лазы, Польша) — католический прелат. Апостольский администратор Атырау с 7 июля 1999 по 7 декабря 2012. Епископ Карагандинский с 5 февраля 2011 по 15 июля 2014.

## Биография
Януш Калета окончил общеобразовательный лицей в городе Бобова и в 1983 году поступил в духовную академию в города Тарнув. В 1989 году был рукоположён в сан священника Тарнувским епископом Ежи Каролем Аблевичем. С 1989 по 1993 гг. работал в приходе города Новы-Виснич и параллельно учился в Папской богословской академии в Кракове, где защитил лиценциат. В 1993 году продолжил учёбу на Богословском факультете университета в Инсбрук, где в 1997 году защитил докторскую диссертацию по нравственному богословию. Вернувшись в Польшу, работал священником в приходе святого Николая в городе Бохня и преподавал биоэтику в Папской богословской академии в Кракове.
7 июля 1999 года был назначен апостольским администратором Атырау. 6 мая 2003 года получил звание почётного прелата Его Святейшества. 15 сентября 2006 года был назначен титулярным епископом Фелбеса. 23 ноября 2006 года посвящён в сан епископа (таинство совершил кардинал Анджело Содано в сослужении с епископом Тарнува Викторем Скворцем и епископом епархии Пресвятой Троицы в Алма-Ате Генри Теофилусом Хованцем).
5 февраля 2011 года назначен епископом Карагандинским после того, как папа римский Бенедикт XVI принял прошение об отставке архиепископа Яна Павла Ленги. Одновременно за ним были сохранены полномочия апостольского администратора Атырау «donec aliter provideatur» («пока не будет определено иначе»). 7 декабря 2012 года уступил пост апостольского администратора Атырау епископу Аделио дель'Оро.
15 июля 2014 года Папа Франциск, согласно канону 401 § 2 Кодекса канонического права, принял прошение об отставке Карагандинского епископа Януша Калеты, отправив его «на покой».
28 июня 2016 года Януш Калета сообщил о том, что 30 мая 2016 года Папа Франциск вернул его в статус мирянина. По словам самого Калеты, причиной его отставки стала многолетняя связь с женщиной, которую он скрывал.